# Karthaus-Prüll

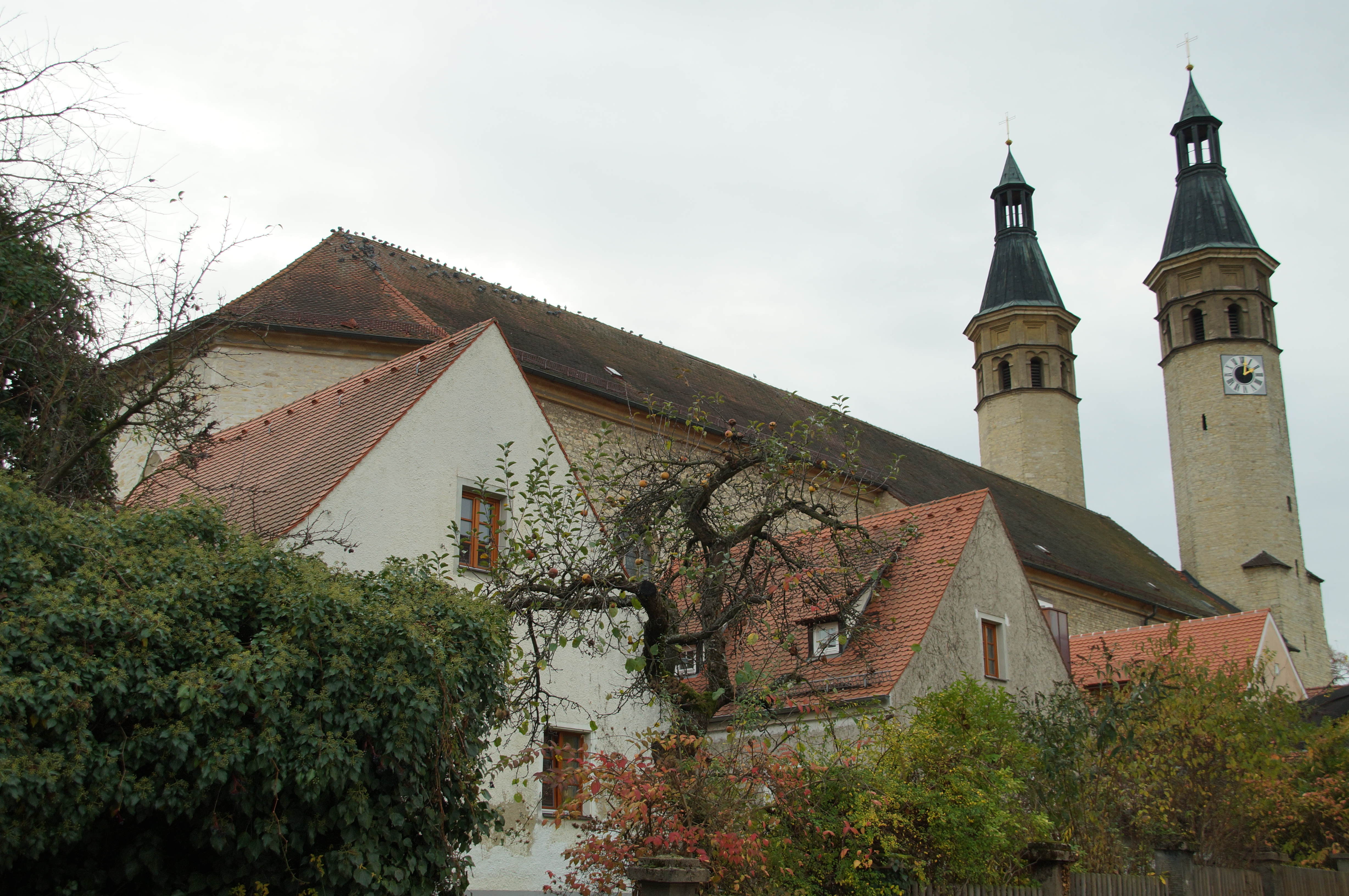
Karthause Prüll – Klosterkirche mit Kartausen

Karthaus-Prüll war eine Gemeinde im Bezirksamt Stadtamhof in der Oberpfalz. In der Gemeinde lag das Kloster Prüll. 1904 wurde die Gemeinde in die Stadt Regensburg eingegliedert und liegt heute im Regensburger Stadtbezirk 13 (Kumpfmühl-Ziegetsdorf-Neuprüll).

## Geschichte
Das Kloster Prüll, auch Karthaus Prüll genannt, wurde 997 als ein dem heiligen Vitus geweihtes Benediktinerkloster gegründet und 1484 dem Kartäuserorden überlassen. Im Jahr 1803 wurde das Kloster Prüll im Rahmen der Säkularisation aufgelöst. Das Gebiet fiel zunächst an das Fürstentum Regensburg Karl Theodor von Dalbergs und nur sieben Jahre später, 1810, an Bayern.
Ab 1818 gab es mit dem bayerischen Gemeindeedikt in der „Ruralgemeinde“ Karthaus-Prüll einen gewählten Gemeindevorsteher – später Bürgermeister genannt. Die Gemeinde bestand aus den drei Orten Karthaus, Neuprüll und Stolzenhof und hatte eine Fläche von etwa 222 Hektar. Am 1. Januar 1904 wurde die Gemeinde aus dem Bezirksamt Stadtamhof nach Regensburg eingegliedert.
Heute liegt die Fläche im Regensburger Stadtbezirk Kumpfmühl-Ziegetsdorf-Neuprüll und wird vom Bezirksklinikum Regensburg genutzt.